# Ступников, Игорь Васильевич
Игорь Васи́льевич Сту́пников (27 августа 1932, Ленинград — 21 августа 2024) — литературовед, театровед, балетовед. Доктор искусствоведения, профессор. Член Союза театральных деятелей России.

## Биография
Игорь Ступников родился в Ленинграде 27 августа 1932 года. В 1956 году окончил Первый государственный институт иностранных языков. После окончания института работал гидом-переводчиком в Ленинградском отделении ВАО «Интурист», а также учителем английского языка и литературы в средней школе. В 1956 году поступил в Ленинградский государственный университет. В 1960 году поступил в аспирантуру на кафедру истории зарубежной литературы Ленинградского государственного университета. В 1964 году защитил кандидатскую диссертацию, под руководством профессоров Е. И. Клименко и Б. Г. Реизова
В 1972 году Игорь Ступников стал доцентом кафедры английского языка гуманитарных факультетов. В 1981 году — доктором искусствоведения; защитил докторскую диссертацию по теме «Комедиография английской сцены конца XVII начала XVIII века».
- 1990 — профессор кафедры английского языка на факультете журналистики Санкт-Петербургского государственного университета.

Вёл научно-исследовательскую работу в области английской и американской литературы и театра. Автор книг, монографий и статей по английской и американской драматургии и сценическому искусству, многочисленных учебников и пособий для вузов и школ, антологий и хрестоматий по английской литературе. Под его руководством в вузах города защитились более десяти аспирантов. Постоянно выступал оппонентом на защитах кандидатских и докторских диссертаций в вузах города.
Игорь Васильевич Ступников часто выступал по петербургскому радио и телевидению. Регулярно публиковался в периодической печати Санкт-Петербурга и Москвы. Читал лекции в Оксфордском университете.
Умер 21 августа 2024 года в возрасте 91 года.

### О театре
- И. Ступников. Дэвид Гаррик. — Л.: Искусство, 1969. — 230 с. — (Корифеи русской и зарубежной сцены). — 25 000 экз.
- И. Ступников. Кэтрин Корнелл. — Л.: Искусство, 1973. — 168 с. — (Мастера современного зарубежного театра). — 30 000 экз.
- И. Ступников. Энн Олдфилд. — Л.: Искусство, 1976. — 224 с. — (Театральные имена). — 25 000 экз.
- И. Ступников. Эдит Эванс. — Л.: Искусство, 1991. — 223 с.
- И. Ступников. Алек Гиннесс. — СПб.: Издательство Европейского Дома, 1994. — 320 с. — ISBN 5-85733-017-3.
- И. Ступников. Английский театр. Конец XVII — начало XVIII века. — Л.: Искусство-СПБ, 1986. — 352 с. — 9500 экз.

### О литературе
- Современные американские пьесы, учебное пособие для студентов вузов / И. Ступников. — Л.: Искусство, 1981. — 223 с.
- Н. А. Жирмунская, З. И. Плавскин, М. В. Разумовская, И. В. Ступников, Г. И. Федорова, А. А. Чамеев. История зарубежной литературы XVII века. — 2-е. — М.: Высшая школа, Академия (Москва), 1999. — 254 с. — 11 000 экз. — ISBN 5-06-003620-0.

### Учебник английского языка
- «Учебник английского языка : Для IX класса литовской школы с преподаванием ряда предметов на иностранном языке» / И. Ступников. — Москва: "Каунас Шниеса" 2-е изд., 1979. — 248 с.
- «Учебник английского языка : Для 9 класса школы с преподаванием ряда предметов на английском языке»  (Восьмой год обучения) / И. Ступников. — Москва: "Просвещение" 5-е изд, 1980. — 255 с.
- «Учебник английского языка : Для 9-го класса школы с углублённым изучением английского языка» / И. В. Ступников, М. А. Шерешевская. — Москва: "Просвещение" 7-е изд, 1988. — 238 с.

### О балете
- И. Ступников. Молодые артисты Ленинградского балета. — Л.: Музыка, 1968. — 56 с. — 20 000 экз.
- А. Деген, И. Ступников. Мастера танца. Материалы к истории Ленинградского балета. 1917 — 1973. — Л.: Музыка, 1974. — 246 с. — 15 000 экз.
- А. Коннов, И. Ступников. Театр оперы и балета имени С. М. Кирова. — Л.: Музыка, 1976. — 160 с. — 35 000 экз.
- И. Ступников. В мире танца. Книга для чтения по английскому языку. — М.: Высшая школа, 1982. — 135 с.
- А. Деген, И. Ступников. Ленинградский балет 1917 — 1987. Словарь-справочник. — Л.: Советский композитор, 1988. — 264 с. — 13 000 экз.
- А. Деген, И. Ступников. Петербургский балет, 1903 — 2003. Справочное издание. — СПб.: Балтийские сезоны, 2003. — 356 с. — 2000 экз. — ISBN 5-85080-028-3.

### Избранные статьи
- И. Ступников. Славянские чары Любови Кунаковой // Окно в балет : журнал. — СПб., 1997. — № 3. Архивировано 29 мая 2012 года.
- И. Ступников. Балет 1999 // Балтийские сезоны : альманах. — СПб., 2000. — № 1.
- И. Ступников. Петербургский балет — 2000 // Балтийские сезоны : альманах. — СПб., 2000. — № 2.
- И. Ступников. "Щелкунчик" по Диккенсу // Эксперт Северо-Запад : журнал. — СПб., 2002. — № 5.
- И. Ступников. Золушка в клетке // Эксперт Северо-Запад : журнал. — СПб., 2002. — № 12.
- И. Ступников. Танцы во сне и наяву // Эксперт Северо-Запад : журнал. — СПб., 2002. — № 20.
- И. Ступников. В Мариинском театре пылесосили "Баядерку" // Эксперт Северо-Запад : журнал. — СПб., 2002. — № 22.
- И. Ступников. Школьный вальс // Эксперт Северо-Запад : журнал. — СПб., 2002. — № 28.
- И. Ступников. Фарух Рузиматов // Звезды петербургской сцены / Б. Поюровский. — М.: АСТ-Пресс Книга, 2003. — С. 205—219. — 256 с. — (Выдающиеся мастера). — 5000 экз. — ISBN 5-7805-0996-4.
- И. Ступников. Не думай об архивах свысока // Экран и сцена : газета. — М., 2010. — № 7.

### Редактирование и составление
- И. Ступников. Plays of the moden theatre. — Л.: Просвещение, 1970. — 208 с. — 37 000 экз.
- И. Ступников. An anthology of the English literature. XVIII / Хрестоматия по английской литературе. XVIII век. — Л.: Просвещение, 1974. — 304 с. — 80 000 экз.
- Балет молодых / И. Ступников. — Л.: Музыка, 1979. — 152 с. — 32 000 экз.
- Театральное искусство Великобритании: Книга для чтения на английском языке / И. Ступников. — М.: Высшая школа, 1986. — 112 с. — 23 000 экз.
- Английская комедия XVII — XVIII веков. Антология / И. Ступников. — 1989. — 816 с. — (Библиотека студента-словесника). — 150 000 экз. — ISBN 5-06-000264-0.
- The Unvexed Isles / И. Ступников. — СПб.: Просвещение, 1995. — 168 с. — 10 000 экз. — ISBN 5-09-005369-3.
- А. Свешникова. Петербургские сезоны Артура Сен-Леона / И. Ступников. — СПб.: Балтийские сезоны, 2008. — 458 с. — 500 экз. — ISBN 978-5-903368-16-7.

## Энциклопедия «Русский балет»
Большое количество статей в Энциклопедии «Русский балет» написано Игорем Ступниковым:

«…Ольга Ченчикова владеет виртуозной техникой танца, обладает академической строгой манерой исполнения, чувством стиля. Её движения естественно складываются в гармоничные композиции, танец становится содержательным и образным…»— И. В. Ступников

Образы Натальи Большаковой:

«…Танец Большаковой отличается строгостью и чистотой линий, актёрской выразительностью. Многое в даровании Большаковой было реализовано благодаря возможностям современных хореографов. Большинство партий было исполнено в дуэте с Гуляевым…»— И. В. Ступников
Образы Галины Мезенцевой:

«…Уникальные внешние данные — удлинённые линии рук и ног, особая хрупкость облика, как бы предназначенные для создания образов романтической хореографии, дополнялись музыкальностью, редкой способностью к импровизации, высочайшим уровнем артистизма…»— И. В. Ступников
Игорь Васильевич Ступников описывает блистательные выступления Инны Зубковской, Натальи Большаковой, Габриэлы Комлевой, Ольги Ченчиковой в спектаклях «Лебединое озеро», «Бахчисарайский фонтан», «Ромео и Джульетта». , «Спящая красавица» и «Жизель» в репертуаре Мариинского театра. Он автор исторических очерков об истории балета, в которых живут образы Мариуса Петипа, Жюля Перро, Ольги Спесивцевой, Галины Улановой, Сержа Лифаря, Сергея Дягилева и Касьяна Голейзовского.